# 催眠 (映画)
『催眠』（さいみん）は、1999年6月に公開された日本映画。松岡圭祐の小説『催眠シリーズ』の映画化。映画の続編として2000年にTBSでテレビドラマ版が放送された。

## 概要
やや理知的で催眠を真面目に考証した原作と異なり、異常な事件が起こるサスペンスホラー映画として製作される。
ヒロインの入絵由香は特に大幅に変更され映画『リング』シリーズの山村貞子のような描写も登場する。監督は世にも奇妙な物語シリーズなど多くのドラマを演出してきた落合正幸が担当しているが、ドラマ版では担当していない。
本作品のヒットにより映画第2作も予定されていたが急遽中止となり、『クロスファイア』の製作が繰り上げられることとなった。

## あらすじ
東京都内で奇妙な自殺による変死事件が多発する。死亡者はいずれも「緑の猿」という謎の言葉を残していた。刑事の櫻井孝典は心理カウンセラーの嵯峨敏也に捜査の協力を求める。捜査を続けていると、エセ催眠術師の実相寺則之に捕らわれた入絵由香という女性が「緑の猿」に怯えていることがわかる。
やがて、由香と事件の調査が進む内に嵯峨は自分が底知れない恐怖に襲われることになる。

## キャスト
- 嵯峨敏也：稲垣吾郎
- 入絵由香：菅野美穂
- 櫻井孝典：宇津井健
- 牟田悦司：大杉漣
- 倉石勝正：小木茂光
- 実相寺則之：升毅
- 三井恵子：渡辺由紀
- 朝生俊之：中丸忠雄
- 井手利一：佐戸井けん太
- 下元：白井晃
- 水井則宗（ネズミ）：四方堂亘
- マラソンのコーチ：高橋克実
- 冒頭で死ぬランナー：安藤裕子
- 新郎：堀部圭亮
- 新婦：長田江身子
- 倉庫の作業員：でんでん
- 療養所の女性作業員：絵沢萠子
- まりや：星野亜希
- 看板の少女：山口あゆみ
- その他：甲本雅裕、伊藤洋三郎、大鷹明良、石川真希、及森玲子、木村多江、吉田真由子、春木みさよ、前田昌明、喜多道枝、しのへけい子

## スタッフ
- 監督・脚本：落合正幸
- 製作：柴田徹、原田俊明
- 脚本：福田靖
- 音楽：蓜島邦明
- 音楽プロデューサー：柴田新
- 撮影：藤石修
- 美術：清水剛
- 録音：宮内一男
- サウンドデザイン：志田博英
- 音響効果：小川高松
- 照明：粟木原毅
- 編集：深沢佳文
- 監督補：加門幾生
- 助監督：手塚昌明
- 制作担当者：金澤清美
- プロデュース：櫻井武晴、濱名一哉
- 製作協力：共同テレビジョン
- 製作∶東宝映画、TBS

## 関連イベント
お化け屋敷
- ネオジオワールド東京ベイサイド『催眠THE LIVE』